# Ловци на растения
Ловци на растения: Приключения сред Хималаите (на английски: The Plant Hunters: Adventures Among the Himalaya Mountains) е роман на писателя Майн Рид, издаден през 1857 година. Негово продължение е романът Пълзачи по скали, издаден през 1864 година.

## Сюжет
Внимание:  Текстът по-долу разкрива сюжета на произведението (или части от него)!
Трима приятели – Осару, Карл и Каспар се отправят на експедиция в Хималаите в търсене на редки растения за европейските ботанически градини и разсадници. По време на пътуването им попадат в непреодолима ситуация и не могат да се върнат назад. Пътя им е препречен от голяма пропаст, впоследствие попадат в дълбока пещера и дълго търсят път назад. В крайна сметка остават да живеят в хималайска долина, откъснати от външния свят...

## Издания на български език
Романът има четири издания на български език:
- „Ловци на растения“, София, изд. „Христовъ“, 1901 г., 240 с.
- „Ловци на растения“, София, изд. „Хемусъ“, поредица „Майнъ Ридъ“, том 11, 1929 г., 152 с.
- „Ловци на растения“, София, изд. „Народна младеж“, библиотека „Приключения и научна фантастика“ № 54, 1960 г., 251 с.[1]
- „Пълзачи по скалите. Ловци на растения“, София, изд. „Отечество“, „Майн Рид: Избрани произведения в 6 тома“, том 4, 1980 г., 399 с.[2]